# Every♥ing!
every♥ing!（エブリング）は、木戸衣吹と山崎エリイによる日本の声優ユニット。

## 概要
「第36回ホリプロタレントスカウトキャラバン声優オーディション」のファイナリストで、声優の木戸衣吹と山崎エリイの2名による声優ユニット。ユニット名のevery♥ingには、衣吹のeveとエリイのery、そして常に可愛く進化していくという意味が込められている。
2014年6月1日に行われたイベント「Super Anisong Ichiban!!!! presented by HoriPro in 赤坂BLITZ」にてユニット結成を発表し、同年10月8日に文化放送のインターネットラジオ超!A&Gのラジオ番組「木戸衣吹・エリイちゃんのゆめいろ学院 Doki☆Doki参観日」のオープニング曲「ゆめいろ学院校歌」を表題曲とするシングルCD『ゆめいろ学院校歌』を“お試し版”シングルとしてキャラアニ・ドットコムの通販限定商品として発売し、アーティストデビュー。2015年5月13日に1stシングル「カラフルストーリー」を発売しメジャーデビューを果たした。
木戸・山崎両名が20歳を迎えるのを機に、2017年11月26日をもってevery♥ing!を「卒業」（活動休止）することが発表された。なお、山崎のソロ活動は引き続き行われる。

## 経歴

### 結成前
2011年
- 09月23日 - 「第36回ホリプロタレントスカウトキャラバン声優オーディション」のファイナリスト10名に木戸衣吹と山崎エリイの両名が選出される。

2014年
- 01月10日 - 「木戸衣吹・エリイちゃんのゆめいろ学院 Doki☆Doki参観日」が文化放送超!A&G+で配信開始。

### 結成後
2014年
- 06月01日 - イベント「Super Anisong Ichiban!!!! presented by HoriPro in 赤坂BLITZ」でevery♥ing!の結成発表。
- 10月08日 - “お試し版”シングル「ゆめいろ学院校歌」をキャラアニ・ドットコムから通販限定で発売。アーティストデビューを果たす。
- 11月09日 - 「ゆめいろ学院校歌」の発売を記念して13日間で39公演行うライブ&イベント『39公演（Thank you!公演）』を開始。1日に3公演ずつ行った。

2015年
- 05月13日 - 1stシングル「カラフルストーリー」を発売。メジャーデビューを果たす。表題曲のカラフルストーリーはテレビアニメ「レーカン!」のオープニング曲に、カップリング曲の「ケサランパサン」は同テレビアニメのエンディング曲として使用された。
- 06月14日 - 「カラフルストーリー」の発売を記念して13日間で39公演行うライブ&イベント『39公演（Thank you!公演）』を開始。1日に3公演ずつ行った。

2016年
- 02月10日 - 2ndシングル「Shining Sky」を発売。このCDが2人の高校生最後のCDとなる。表題曲の「Shining Sky」はテレビアニメ「大家さんは思春期!」のオープニング曲に起用され、カップリング曲には2人の卒業をテーマとした「サクライロ」が収録された。
- 03月19·20·26日 - 初のワンマンライブ「“高校卒業記念” Fantasia-Show 2016 〜Lesson1 はじまるストーリー〜」を東京（19·20日）と大阪（26日）で開催。
- 04月09日 - 木戸衣吹・エリイちゃんのゆめいろ学院 Doki☆Doki参観日をリニューアルし「every♥ing!のゆめいろラジオ」が配信開始。
- 06月29日 - 3rdシングル「DREAM FLIGHT」を発売。表題曲の「DREAM FLIGHT」は『every♥ing!のゆめいろラジオ』のテーマソング、カップリング曲の「Hello, New World!!」はテレビアニメ『とんかつDJアゲ太郎』内で木戸と山崎演じるモデルDJユニット「AMAKALA」のインスパイアソングに起用された。
- 08月26日 - 日本最大級のアニメソングのライブイベント「Animelo Summer Live 2016 刻-TOKI-」に出演。
- 10月20日 - オフィシャルファンクラブ「everytime,every♥ing！」を開設。
- 12月27日 - 2017年1月から放送のテレビアニメ『AKIBA'S TRIP -THE ANIMATION-』のEDコンピレーションプロジェクトにevery♥ing!が参加することが発表された。

2017年
- 01月18日 - 1stアルバム「Colorful Shining Dream First Date♥」と1stフォトブック「衣吹とエリイのおしごと♥調査隊！」を発売。
- 02月12日 - 東名阪ツアー「every♥ing! Fantasia-Show 2017 〜Lesson2 Sweet 19 Dream〜」の最終公演にて、同年11月26日に中野サンプラザホールで開催されるコンサートをもって卒業することを発表。
- 03月22日 - 新曲「心のメモリー」（テレビアニメ『AKIBA'S TRIP -THE ANIMATION-』第6話エンディング・テーマ）が収録されたコンピレーション・アルバム『AKIBA'S COLLECTION』がリリース。5月には同アルバムの発売記念ライブイベント『AKIBA'S FESTIVAL』に出演。
- 05月20日 - i☆Ris、イヤホンズ、A応P、串田アキラ、みみめめMIMI、ミルキィホームズ、桃井はるこらと共に、ライブイベント『AKIBA'S FESTIVAL』に出演。
- 11月26日 - 卒業公演「every♥ing! Final Fantasia-Show 2017 〜Lesson3輝く未来へ〜」開催。同日をもって木戸・山崎両名がevery♥ing!を「卒業」（活動休止）。

2018年
- 03月21日 - 映像作品「every♥ing! Final Fantasia-Show 2017 〜Lesson3 輝く未来へ〜 LIVE Blu-ray」を発売。2017年に開催された卒業公演の模様を収録。

## メンバー
| 名前                          | 生年月日               | 出身地 | 愛称         | イメージカラー |
| ----------------------------- | ---------------------- | ------ | ------------ | -------------- |
| 木戸衣吹（きど いぶき）       | 1997年11月14日（27歳） | 青森県 | いぶきんぐ   | 黄             |
| 山崎エリイ（やまざき エリイ） | 1997年11月20日（27歳） | 千葉県 | エリイちゃん | ピンク         |

## ディスコグラフィ

### シングル
|          | 発売日                                  | タイトル           | 規格品番           | 規格品番   | 規格品番                        | オリコン 最高位       |
| 一般販売 | 一般販売                                | タイトル           | キャラアニ.com限定 |            |                                 | オリコン 最高位       |
| CD+DVD   | 発売日                                  | タイトル           | キャラアニ.com限定 | CD         |                                 | オリコン 最高位       |
| -------- | --------------------------------------- | ------------------ | ------------------ | ---------- | ------------------------------- | --------------------- |
|          | 2014年10月8日 2017年8月16日（一般販売） | ゆめいろ学院校歌   | KICM-91785         | KICM-1785  | NKZM-1007/8（A） NMAX-1173（B） | 19位 63位（一般販売） |
| 1st      | 2015年5月13日                           | カラフルストーリー | KIZM-335/6         | KICM-91592 | NKZM-1187                       | 18位                  |
| 2nd      | 2016年2月10日                           | Shining Sky        | KICM-91653         | KICM-1653  | NKZM-1009/10                    | 17位                  |
| 3rd      | 2016年6月29日                           | DREAM FLIGHT       | KICM-91700         | KICM-1700  |                                 | 20位                  |
| 4th      | 2017年9月6日                            | 笑顔でサンキュー！ | KICM-91786         | KICM-1786  | 42位                            |                       |

### アルバム
|            | 発売日        | タイトル                           | 規格品番   | 規格品番  | オリコン 最高位 |
| 初回限定盤 | 発売日        | タイトル                           | 通常盤     |           | オリコン 最高位 |
| ---------- | ------------- | ---------------------------------- | ---------- | --------- | --------------- |
| 1st        | 2017年1月18日 | Colorful Shining Dream First Date♥ | KICS-93446 | KICS-3446 | 28位            |

### 映像作品
|     | 発売日        | タイトル                                                           | 規格品番  |
| --- | ------------- | ------------------------------------------------------------------ | --------- |
| 1st | 2018年3月21日 | every♥ing! Final Fantasia-Show 〜Lesson3 輝く未来へ〜 LIVE Blu-ray | ever-1126 |

### 参加作品
| 発売日        | タイトル           | 規格品番  | 歌 | 収録曲             | タイアップ                                                          |
| ------------- | ------------------ | --------- | --- | ------------------ | ------------------------------------------------------------------- |
| 2016年4月26日 | PASSION RIDERS     | TRJC-1057 | 相坂優歌、藍井エイル、蒼井翔太、every♥ing!、大橋彩香、黒崎真音、GRANRODEO、 SCREEN mode、鈴木このみ、早見沙織、三森すずこ、LiSA | 「PASSION RIDERS」 | ライブイベント『Animelo Summer Live 2016 刻-TOKI-』テーマソング     |
| 2017年3月22日 | AKIBA'S COLLECTION | KICA-3267 | every♥ing! | 「心のメモリー」   | テレビアニメ『AKIBA'S TRIP -THE ANIMATION-』第6話エンディングテーマ |

### タイアップ曲
| 楽曲               | タイアップ                                                                       | 時期   |
| ------------------ | -------------------------------------------------------------------------------- | ------ |
| pupa               | テレビアニメ『pupa』オープニングテーマ                                           | 2014年 |
| 希望のヒカリ       | テレビアニメ『召しませロードス島戦記 〜それっておいしいの?〜』エンディングテーマ | 2014年 |
| ゆめいろ学院校歌   | ラジオ『木戸衣吹・エリイちゃんのゆめいろ学院 Doki☆Doki参観日』テーマソング       | 2014年 |
| カラフルストーリー | テレビアニメ『レーカン!』オープニングテーマ                                      | 2015年 |
| ケサランパサラン   | テレビアニメ『レーカン!』エンディングテーマ                                      | 2015年 |
| バンバンファイター | PS Vitaゲーム『ボコスカガールズ タツノコ学園クライマックス』主題歌               | 2015年 |
| 奏★奏Happy Tune♪   | アーケードゲーム『スクール オブ ラグナロク』スマイルハート テーマソング          | 2015年 |
| Shining Sky        | テレビアニメ『大家さんは思春期!』主題歌                                          | 2016年 |
| DREAM FLIGHT       | ラジオ「every♥ing！のゆめいろラジオ」テーマソング                                | 2016年 |
| にゃんこ is L♥VE！ | テレビアニメ『にゃんこデイズ』主題歌                                             | 2017年 |
| 心のメモリー       | テレビアニメ『AKIBA'S TRIP -THE ANIMATION-』第6話エンディングテーマ              | 2017年 |
| 笑顔でサンキュー！ | アニメソング番組『アニ☆ステ』2017年9月エンディングテーマ                         | 2017年 |

## ライブ・イベント

### 参加ライブイベント
| 出演日               | タイトル                                                    | 会場                                   | 備考                           |
| -------------------- | ----------------------------------------------------------- | -------------------------------------- | ------------------------------ |
| 2014年6月1日         | Super Anisong Ichiban!!!! presented by HoriPro in 赤坂BLITZ | 赤坂BLITZ（東京都）                    | every♥ing!結成発表             |
| 2014年8月9日 - 10日  | 新千歳空港アニメフェア2014                                  | 新千歳空港（北海道）                   | every♥ing!としての初のイベント |
| 2015年8月20日 - 21日 | KING SUPER LIVE 2015                                        | さいたまスーパーアリーナ（埼玉県）     |                                |
| 2016年2月13日        | ANIMAX MUSIX 2016 OSAKA                                     | 大阪府立国際会議場（大阪府）           |                                |
| 2016年6月4日         | @JAM in 上海 2016                                           | バンダイナムコ上海文化センター（中国） | 初の海外イベント               |
| 2016年7月24日        | Bilibili Macro Link - Star Phase 2016                       | メルセデス・ベンツアリーナ（中国）     |                                |
| 2016年8月26日        | Animelo Summer Live 2016 刻-TOKI-                           | さいたまスーパーアリーナ（埼玉県）     |                                |
| 2017年1月14日        | ANIMAX MUSIX 2017 OSAKA                                     | 大阪城ホール（大阪府）                 |                                |
| 2017年5月20日        | AKIBA'S FESTIVAL                                            | 神奈川県民ホール（神奈川県）           |                                |
| 2017年11月23日       | ANIMAX MUSIX 2017 YOKOHAMA                                  | 横浜アリーナ（神奈川県）               | シークレットゲストとして参加   |

## 出演
各メンバーがソロで出演した作品については各メンバーの項目を参照。

### ラジオ
※はインターネット配信。
- 木戸衣吹・エリイちゃんのゆめいろ学院 Doki☆Doki参観日（2014年 - 2016年、超!A&G+※）[20]
- every♥ing!のゆめいろラジオ
上記のラジオ番組『木戸衣吹・エリイちゃんのゆめいろ学院 Doki☆Doki参観日』をリニューアルし、文化放送 超!A&G+にて2016年4月9日から2017年4月1日まで配信されていた[11]。毎週土曜 20:00 - 20:30 配信。シーサイド・コミュニケーションズ制作番組。パーソナリティは、木戸衣吹と山崎エリイ。
コーナー
  - every♥ing!の全国制覇クイズ - リスナーから各都道府県にまつわるクイズを募集し、パーソナリティ2人がそのクイズに挑戦する。
  - every♥ing!はいつでもナンバーワン - every♥ing!がどんなものにでも勝つことが出来る魅力一杯のユニットになる為に、パーソナリティ2人が様々なものと魅力比べをするコーナー。
  - every♥ing!プレッシャークエスチョン - リスナーから質問やクイズを募集し、パーソナリティ2人が次々に答えていく。

## 書籍

### 連載
- every♥ing!のお仕事調査隊（声優グランプリ、2015年2月号 - 2017年2月号）[21]

### フォトブック
- every♥ing！ 1stフォトブック「衣吹とエリイのおしごと♥調査隊！」（2017年1月18日）[22]